# Růžena Švecová
Růžena Švecová (3. března 1941 České Budějovice – 18. března 2018 tamtéž) byla česká fotografka a pedagožka.

## Životopis
Růžena Švecová se narodila 3. března 1941 v Českých Budějovicích. V patnácti letech začala studovat pedagogickou školu, kde se přihlásila do fotokroužku. V roce 1970 se stala členkou českobudějovické fotografické skupiny Fotos. Největším uměleckým vzorem pro ni byli zakládající členové Fotosu Jan Hampl a Alois Timr.
První větší projekt vytvořila v 70. letech 20. století. Tehdy začala fotografovat děti, které vyučovala. Ve své tvorbě pokračovala v novém desetiletí, kde se zaměřila na nemocnici v Českých Budějovicích. Rodnému městu se věnovala celý život, převážně fotila městská panoramata.
Za svůj život dvakrát navštívila Izrael, kde mapovala zdejší památky a život ve válce. Po roce 1989 navštívila například Španělsko a Francii. Své výstavy pořádala kromě v rodné zemi i v Německu a Švédsku.
Růžena Švecová zemřela 18. března 2018 v rodných Českých Budějovicích ve věku 77 let.